# 深圳市富源学校
深圳市富源学校是中华人民共和国广东省深圳市的一家全寄宿制、十五年一贯制学校，創始人為缪寿良。2016年11月，衡水中学与深圳市富源学校合作，富源学校加挂衡水中学深圳富源分校牌子。

## 历史
1999年6月，深圳富源集团创办了深圳市富源学校，缪寿良担任董事长。
2019年4月，该校被曝出存在高考移民问题，即部分学生在衡水中学等学校学习，但在广东省代表富源学校参加高考。其后，深圳市成立调查组，决定对富源学校是否存在“人籍分离”“高考移民”等问题进行调查，一经查实将依法依纪依规进行严肃处理和追责。调查结果通报5月12日公布，指该学生的32名考生属高考移民，依规取消他们在报名深圳高考的资格，同时给予富源学校行政处罚，核减该校2019年高中招生计划的50%；责成深圳市富源学校董事会作出深刻检查，责令深圳市富源学校对直接责任人及有关负责人进行严肃处理，认真整改存在问题，严格规范办学行为。6月10日，富源学校2名涉嫌高考移民的学生被取消参加北京大学自主招生资格。